# Geir Campos
Geir Nuffer Campos (São José do Calçado, ES, 28 de fevereiro de 1924 — Niterói, RJ, 8 de maio de 1999) foi um poeta, escritor, jornalista e tradutor brasileiro.

## Biografia
Filho de Getúlio Campos, dentista, e Nair Nuffer, professora. Viveu parte da sua infância em Campos dos Goytacazes (RJ), parte no Rio de Janeiro. A partir de 1941, passou a residir em Niterói (RJ). Foi aluno do Colégio Pedro II, no Rio de Janeiro, e do Colégio Plínio Leite, em Niterói. Em 1951, casou-se com Alcinda Lima Souto, que passou a chamar-se Alcinda Campos. Deste casamento vieram seus dois filhos: Carlos Augusto Campos e Mauro Campos.
Piloto, tripulou navios mercantes do Lloyd Brasileiro durante a Segunda Guerra Mundial (1939-1945). Advindo daí a sua condição de civil ex-combatente.
Poeta, estreou em 1950 com Rosa dos Rumos, após ter publicado em jornais e revistas, especialmente no Diário Carioca, vários poemas, contos e traduções.
Editor, fundou em 1951, com Thiago de Mello, as Edições Hipocampo, e chegaram a publicar vinte volumes de poema e prosa, dos autores mais representativos da literatura brasileira e também de alguns estreantes como Paulo Mendes Campos e outros; nessa coleção apareceu, em janeiro de 1952, Arquipélago, o seu segundo livro de versos.
Professor ginasial (atual ensino fundamental), no Colégio Plínio Leite, onde antes estudara, e no Colégio Figueiredo Costa, ambos em Niterói.
Professor universitário, na Escola de Comunicação da Universidade Federal do Rio de Janeiro, onde em 1980 fez-se Mestre em Comunicação, com um trabalho (publicado) sobre Tradução e ruído na comunicação teatral, e em 1985 defendeu tese de doutoramento sobre O ato criador na tradução.
Tradutor, começou a publicar em 1953, com uma coletânea de Poemas de Rainer Maria Rilke.
Contista, lançou em 1960 a primeira edição de O Vestíbulo.
Radialista, em agosto de 1954 começou a produzir e apresentar, na Rádio Ministério de Educação, um programa semanal de meia hora, "Poesia Viva"; para essa mesma emissora produziu, durante muitos anos, diversos programas literários.
Jornalista, colaborou e assinou colunas em diversos Jornais, entre eles o Diário de Notícias e o Diário Carioca.
É o autor da letra do hino de Brasília, cuja música é de autoria da professora Neusa Pinho França de Almeida.
Militante comunista, foi membro fundador do Sindicato dos Escritores do Rio de Janeiro e da Associação Brasileira de Tradutores, da qual foi presidente, lutando pela conscientização dos que traduzem profissionalmente no Brasil e pela regulamentação desta profissão.
Traduziu várias obras de Rilke, Brecht, Goethe, Shakespeare, Sófocles, Whitman e outros, sendo merecedor de um ensaio da professora Maria Thereza Coelho Ceotto da Universidade Federal do Espírito Santo.
Destacou-se enquanto ativista cultural de grande influência e presença na literatura brasileira, tornando-se o grande representante capixaba da "Geração de 45".
Foi um dos poucos poetas brasileiros a comporem uma coroa de sonetos.

## Obra

### Poesia
- Rosa dos rumos (1950)
- Arquipélago (1952)
- Coroa de Sonetos (1953)
- Da Profissão do Poeta (1956)
- Canto Claro e Poemas Anteriores (1957) (Prêmio "Olavo Bilac" da Prefeitura do Distrito Federal)
- Operário do Canto (1959)
- Canto Provisório (1960)
- Cantigas de Acordar Mulher (1964)
- Canto ao Homem da ONU (1968)
- A Meus Filhos (1969)
- Metanáutica (1970) (Metanáutica: poesia vencedora do II Torneio da Poesia Falada do DDC/RJ)
- Canto de Peixe e Outros Cantos (1977)
- Cantos do Rio (roteiro lírico do Rio de Janeiro) (1982)
- Cantar de Amigo ao Outro Homem da Mulher Amada (1983)

### Publicações em antologias

#### Participação
- DOWNES, Leonard Stephen. An  introduction to modern brazilian poetry. São Paulo: Clube de Poesia do Brasil, 1954.
- PROENÇA, M. Cavalcanti. Ritmo e Poesia. Rio de Janeiro: Simões, 1955. (coleção REX) p. 109.
- BANDEIRA, Manuel. Apresentação da Poesia Brasileira. 3ª edição atualizada. Rio de Janeiro: Casa do Estudante do Brasil, 1957.
- CAMPOS. Geir et al. Violão de rua; Cadernos do povo brasileiro. Rio de Janeiro: Civilização Brasileira, 1962. V. 1 e 2.
- LISBOA, Henriqueta. Antologia poética para a infância e a juventude. Rio de Janeiro: MEC/INL, 1961.
- LINS, Álvaro. Jornal de Crítica, 7ª série. Rio de Janeiro: O Cruzeiro, 1963. p. 61-67.
- RAMOS, Péricles Eugênio da Silva. Geir Campos. In: ___. Poesia moderna: antologia. São Paulo: Melhoramentos, 1967. p. 445-450.
- BARATA, Manoel Sarmento. Canto Melhor – uma perspectiva da poesia brasileira. Rio de Janeiro: Paz e Terra, 1969.
- LOANDA, Fernando Ferreira de. Antologia da nova poesia brasileira. Rio de Janeiro: Orfeu, 1970.
- MILLIET, Sérgio. Diário crítico. Introd. Antonio Candido. 2.ed. São Paulo: Martins: EDUSP, 1981. v.7, p. 345-348, v.9, p. 79-80.
- JÁNOS, Benihe. Járom és csillag – Latin-amerikai költők antológiája. Budapeste, Hungria: Kosmosz Könyvek, 1984.
- SAVARY, Olga. Carne viva; 1ª antologia brasileira de poemas eróticos. Rio de Janeiro: Anima, 1984.
- ALVES, Henrique L. Poetas Contemporâneos. 2 vol. São Paulo: Roswitha Kempf, 1985.
- NEJAR, Carlos. Antologia da poesia brasileira contemporânea. Seleção, organização e notas de Carlos Nejar. Lisboa: Imprensa Nacional, 1986. Escritores dos Países de Língua Portuguesa, 6. 8°. Prefácio de Eduardo Portella.
- SAITO, Roberto et al. 100 haicaistas brasileiros. Antologia. São Paulo: Aliança Cultural Brasil-Japão ; Massao Ohono, 1990.
- MELLO, Thiago de. Visión de la Poesía Brasileňa. Edición Bilíngue. Trad. Ádan Méndez. Santiago de Chile: Red Internacional del Libro, 1996.
- RÊGO, Neide Barros. Água Escondida - poesia. Rio de Janeiro: CBAG, 1994.
- FÉLIX, Moacyr. 41 Poetas do Rio. Rio de Janeiro: FUNARTE, 1998.

##### Póstumas
- RODRIGUES, Claufe & MAIA, Alexandra. 100 anos de Poesia – Um panorama da poesia brasileira no século XX. Rio de Janeiro: O Verso, 2001.
- BRAGANÇA, Aníbal & SANTOS, Maria Lizete dos [Orgs.]. A Profissão do Poeta & Carta aos Livreiros do Brasil. Niterói: Imprensa Oficial do Rio de Janeiro, 2002.
- PEDROSA, Israel [Org.]. Geir Campos – Antologia Poética. Rio de Janeiro: Léo Christiano, 2003.
- SEFFRIN, André [Org.]. anos 1950. Seleção e prefácio de André Seffrin - São Paulo: Global, 2007. (Coleção Roteiro da Poesia Brasileira)

#### Antologias de sua exclusiva autoria
- Alberto de Oliveira
- Poesia Alemã Traduzida no Brasil [Org.] (1960)
- Livro de Ouro da Poesia Alemã

###### No exterior:
- Versei, Antologia poética. Budapeste, Hungria: Europa Konyo-kiado, 1986.

### Contos
- O Vestíbulo (1979)
- Conto & Vírgula (1982)

### Teatro
- O Sonho de Calabar (1959)
- Édipo-Rei, de Sófocles (1967)
- Macbeth, de William Shakespeare (1970)
- Castro Alves ou O Canto da Esperança (1972)
- As Sementes da Independência (1972)
- Mãe coragem e seus filhos, de Bertolt Brecht (1976)
- A alma boa de Setsuan, de Bertolt Brecht (1977)
- Diz-que-sim & Diz-que-não, de Bertolt Brecht (1977)
- O círculo de giz caucasiano, de Bertolt Brecht (1977)
- Na selva das cidades (1972), de Bertolt Brecht (1977)
- A exceção e a regra, de Bertolt Brecht (1977)
- Luz nas trevas, de Bertolt Brecht (1978)
- O julgamento de Lúculus, de Bertolt Brecht (1978)
- A condenação de Lúculus, de Bertolt Brecht (1978)
- A Tragédia do Homem, de Imre Madách, (com Paulo Rónai) (1970)
- Peças não publicadas, mas registradas na SBAT (levantamento parcial):
- De Bocage a Nelson Rodrigues, (com Nelson Rodrigues e Jayme Barcellos) (1967 ?)
- Aquele que Diz Sim e Aquele que Diz Não", de Bertolt Brecht (1969)
- O Quarto Vazio (1974)
- Nós (1974)
- Arruda para Você Também (1974)
- O Refugiado e os Sentados, de Miguel Hernandez (1974)
- A Estranha História do Doutor Fausto,de Christopher Marlowe (1974)
- Amar / Luar, de Jack Larson (1974)
- Esse Bocage (1983)

Nota: SBAT - Sociedade Brasileira dos Autores Teatrais

#### Teatro infantil
- O Gato ladrão (1959)
- A Verdadeira História da Cigarra e da Formiga (1960)
- História dos Peixinhos Voadores  (parceria com Maria Niedenthal) (1960)

### Literatura infanto-juvenil
- Qual é a história de hoje?, Joana Angélica d’Avila Melo [Coord.] (Ilust. Gian Calvi) (1973)

(Geir Campos é o autor dos contos das páginas: 14-15, 15-16, 29-30, 36-37, 49, 61-62, 65-66, 80-81, 83-84, 90-91, 113-114, 124-125, 126-127, 137-138, 142-144, 149-151, 154-156, 163-164, 179 e 186-187).
- Estórias Pitorescas da História do Brasil (para gente grande e pequena) (1987)
- Histórias de Anjos (Ilust. Cláudio Duarte) (1991)

### Ensaios
- Carta aos Livreiros do Brasil (1960) (Menção honrosa da Associação Brasileira do Livro)
- Rubén Dário, Poeta Participante (1967)
- O Problema da Tradução no Teatro Brasileiro (1978)
- Tradução e Ruído na Comunicação Teatral (1981)
- Do Ato Criador na Tradução (Tese de Doutorado. Inédita em livro)(1985)

### Traduções
(Levantamento parcial)
- Poemas de Rainer Maria Rilke (1953)
- Parábolas e Fragmentos de Kafka (1956)
- Nossa Vida com Papai, Romance de Clarence Day Jr. (1956)
- O Coronel Jack, Romance de Daniel Defoe (1957)
- A Sabedoria de Confúcio (Ilust. Jeanyee Wong. Vinhetas de Luís Jardim) (1958)
- A Alma Boa de Setsuan, Fábula teatral de Bertolt Brecht (com Antônio Bulhões) (1959)
- Folhas de Relva, Poesia de Walt Whitman (1964)
- Sociologia e Filosofia Social de Karl Marx - Textos escolhidos, Seleção, introdução e notas por T. B. Bottomore e Maximilien Rubel (1964)
- Flor do Abandono, Romance de Zsigmond Móricz (1965)
- Poemas e Canções, Bertolt Brecht (1966)
- Poemas e Cartas a um Jovem Poeta, Rainer Maria Rilke (com Fernando Jorge) (1967)
- Édipo-Rei, Peça de Sófocles (1967)
- Andares, Poesia de Hermann Hesse (1976)
- Teatro de Bertolt Brecht. (várias peças), como supervisor e tradutor (1977/1978)
- A Tragédia do Homem, Peça de Imre Madách (com Paulo Rónai) (1980)
- Folhas das Folhas de Relva, seleção de poesias de Folhas de Relva, de Walt Whitman (1983), 2ª ed. (1983), 4ª e 5ª ed. (1990)
- Arco-íris de Amor, de Joan Walsh Anglund (1985?)
- A Vida de Nosso Senhor. Romance de Charles Dickens (1988)
- Haicais: poesia do Japão, da versão de Jan Ulenbrook (1988)
- O Quinto Evangelho, Romance de Mario Pomilio (1988)
- Frases de Cabeceira Gerald Goodfrey (Org.) (1990?)
- Frases de Cabeceira 2 Gerald Goodfrey (Org.) (1984)
- Frases de Cabeceira 3 Gerald Goodfrey (Org.) (?).
- Frases de Cabeceira 4 Gerald Goodfrey (Org.) (?)
- As Melhores Histórias de Natal, antologia de contos (1991)
- O Livro de Emmanuel, psicografias de Pat Rodegast e Judith Stanton (1991)
- As Fogueiras do Rei, romance de Pedro Casals (1992)
- O Livro de Horas, poesia de Rainer Maria Rilke (1993)
- O Livro de Emmanuel II - reflexões luminosas sobre o amor, psicografias de Pat Rodegast e Judith Stanton (1994)
- Cantos do Meu Coração, poemas e fotografias de Daisaku Ikeda. Da versão americana de Burton Watson (1995)

### Traduções em que colaborou
- A Terra Inútil, de T. S. Eliot. Tradução de Paulo Mendes Campos (1956)
- Alice no País das Maravilhas, de Lewis Carrol. Tradução de Fernanda Lopes de Almeida (1982). Geir Campos traduziu os poemas das páginas 8 e 9, 49, 98 e 99, 102 e 103, 116 e 117.

### Artigos
(levantamento parcial)
- "Poética e Retórica – pontos comuns do vocabulário técnico – as chamadas figuras de palavras", in Revista Brasileira de Poesia, ano VIII, nº 7, vol II, São Paulo, abril de 1956. pp. 27–56.
- "O Processo de Leitura", in Bloch Comunicação, nº 17, Rio de Janeiro, s/data. pp. 19–22.
- "A Alma-boa de Setsuan", in: ROCHA, Daniel da Silva e/ al. A tradução da grande obra literária (Depoimentos). São Paulo: Álamo, 1982.
- "O Ato Criador na Tradução", in Tradução & Comunicação, nº 2, São Paulo, março de 1983. pp. 129–144.
- "Literalidade e Criatividade na Tradução", in Tradução & Comunicação, nº 7, São Paulo, dezembro de 1985. pp. 9–20.
- "Traduções de Baudelaire", in Tradução & Comunicação, nº 9, São Paulo, dezembro de 1986. pp. 33–40.

### Prefácios e apresentações de livros
(levantamento parcial)
- Apresentação de Gargantua, de Rabelais. Rio de Janeiro: Ediouro, s/d.
- Introdução a A gaia ciência, de Nietzsche. Rio de Janeiro: Ediouro, s/d.
- Introdução a Além do bem e do mal, de Nietzsche. Rio de Janeiro: Ediouro, s/d.
- Introdução a O anticristo, de Nietzsche. Rio de Janeiro: Ediouro, s/d.
- Introdução a Crepúsculo dos ídolos, de Nietzsche. Rio de Janeiro: Ediouro, s/d.
- Introdução a Parábolas e fragmentos e Cartas a Milena, de Kafka. Rio de Janeiro: Ediouro, s/d.
- Prefácio a Assim Falava Zaratustra, de Nietzsche. Rio de Janeiro: Ediouro, s/d.
- Prefácio a Redondilhas e sonetos, de Luís de Camões. RJ: Ediouro, s/d.
- Prefácio a Sátiras, de Horácio. Rio de Janeiro: Ediouro, s/d.
- Prefácio (com Fernando Jorge) a Poemas e Cartas a um Jovem Poeta, de Rilke. Rio de Janeiro: Ediouro, s/d.